# Xã Croyle, Quận Cambria, Pennsylvania
Xã Croyle (tiếng Anh: Croyle Township) là một xã thuộc quận Cambria, tiểu bang Pennsylvania, Hoa Kỳ. Năm 2010, dân số của xã này là 2.339 người.